# Havets Lavvandsfauna
Havets Lavvandsfauna er en dansk dokumentarfilm fra 1976 med instruktion og manuskript af Katia Forbert Petersen.

## Handling
Dyrelivet i havet ud til 2 meters vanddybde.